# Коница
Вижте пояснителната страница за други значения на Коница.
Ко̀ница (на гръцки: Κόνιτσα; на албански: Konica; на арумънски: Conita) е град в Република Гърция, област Епир, център на дем Коница. Градът има население от 2871 души, част от които власи.

## География
Коница е разположен на 66 километра северно от град Янина, в югозападните склонове на планината Смолика (Смоликас) на изхода на река Аоос (Воюса, Вьоса) от ждрелото разделящо Смолика на север от Тимфи (Камила) на юг.
Източно от града на височина над 2000 m се издига покритата изцяло с иглолистни гори планина Трапезица.

## История
В „Етнография на Македония“, издадена в 1924 година, Густав Вайганд пише:
| „ | В Коница населението е двуезично, но домашен език е повече албанският. | “ |

## Личности
Родени в Коница
- Константинос Довас (1898 – 1973), гръцки генерал и политик, министър-председател
- Мехмед Коница (1881 – 1948), албански политик
- Фаик Коница (1875 – 1942), виден албански писател

Починали в Коница
- Никифор I Костурски (? – 1875), гръцки духовник, костурски митрополит